# Convent de Santa Teresa (Vic)
El Convent de Santa Teresa és un convent de clausura d'estil barroc a la ciutat de Vic (Osona) protegit com a Bé Cultural d'Interès Local. Es troba prop de l'antic recinte emmurallat de Vic, a un extrem de l'antiga partida o ciutat dels Montcada a peu de l'antic camí que pel portal de Sta. Eulàlia es dirigia cap a llevant.

## Arquitectura
El convent es fundà el 1638, mentre s'edificava el convent la comunitat visqué eventualment en un altre recinte. La construcció de l'església, obra de l'arquitecte vigatà Josep Morató, es comença l'any 1655 i s'acabà el 1666. Es construí en un solar donat per Onofre Benet, ciutadà de Vic i costejà l'obra Domenech d'Osona, germà de la fundadora de l'orde. L'escut d'aquesta família es troba al centre de la cúpula del creuer. Església d'una sola nau amb creuer i capelles a l'extrem dels braços i el capcer rectangular, el braç llarg de la creu es dividit en quatre trams. Al voltant del claustre s'hi distribueix l'edifici conventual que és inaccessible al públic. La façana presenta un frontó triangular amb una creu grega al centre inscrita dins un cercle. A la planta s'hi obre un portal rectangular amb la llinda decorada amb un medalló en el qual s'hi dibuixa un animal, una mena de xai. Hi ha dues finestres amb reixes de ferro forjat que flaquegen el portal, forjat pel vigatà Joan Margenet Quintana. Damunt el portal hi ha una fornícula d'estil clàssic amb frontó triangular i la imatge de Sta. Teresa dins la fornícula. A la part esquerre hi ha una edificació de menys alçada que correspon al convent i damunt el portal hi ha el mateix escut.

## Retaules
L'església conserva importants retaules barrocs i durant la guerra de 1936 perdé quatre retaules més. A l'interior s'hi conserva un retaule barroc que gràcies a estudis recents s'ha pogut adjudicar a Pau Costa. També s'hi conserva un valuós monument de Setmana Santa de l'escultor vigatà Carles Morató. També podem trobar-hi una tela de Sant Pere obra del pintor J. Mª Sert.